# 말레이시아 연방도 제23호선

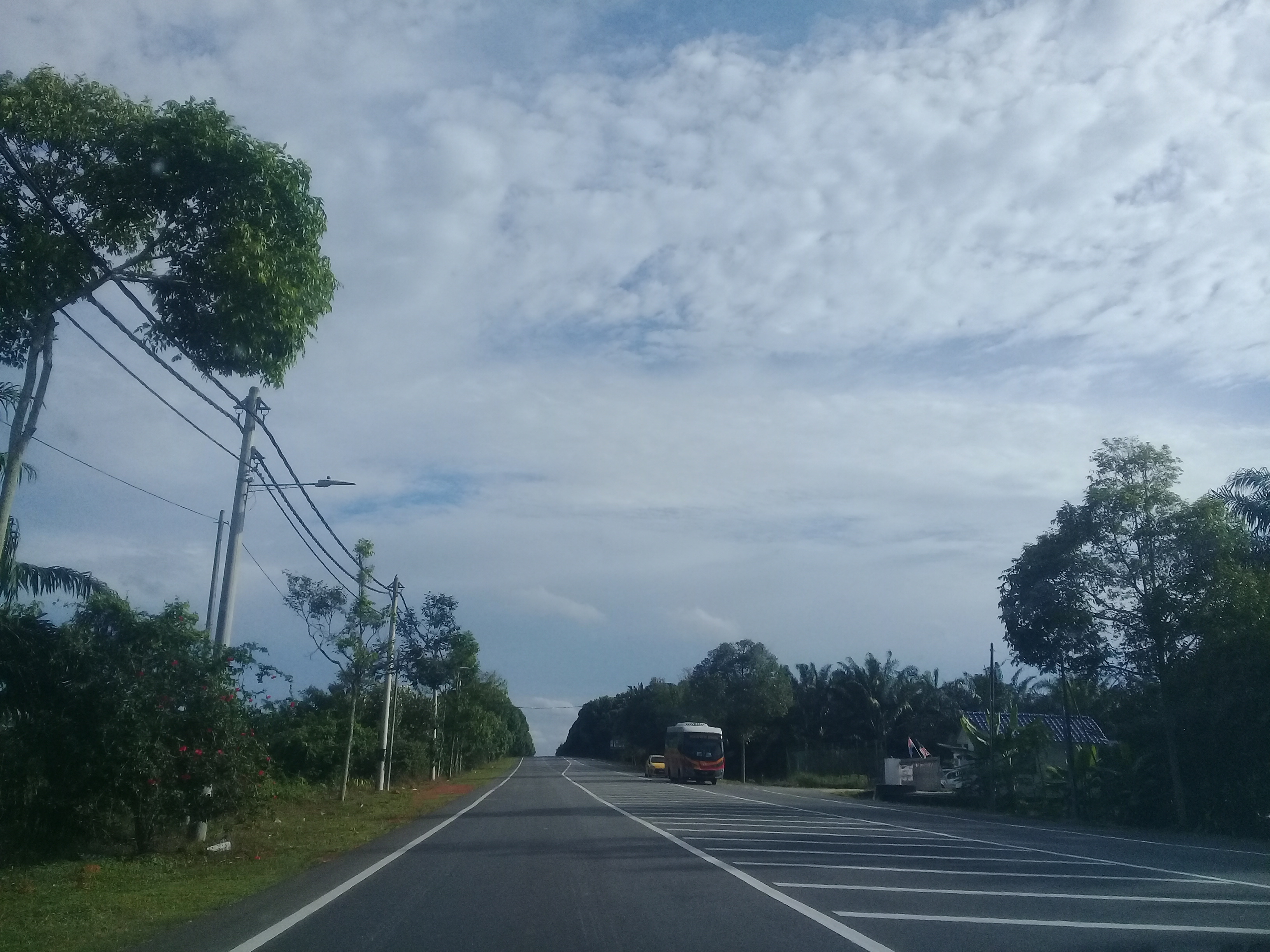
말레이시아 연방도 제23호선.

말레이시아 연방도 제23호선 또는 잘란무아-탕카크-세가맷 선은 말레이시아 조호르주의 북부 지역인 세가맷과 남부 지역인 패릿 번가를 연결해 주는 연방도이다. 그러나 이 도로는 남북대로 남단의 탕카크 나들목을 연결시켜 주는 주요 경로로도 알려져 왔다.

## 주요 경로의 배경
말레이시아 연방도 23호선의 시점은 패릿 번가이며, 말레이시아 연방도 제5호선과 직접 만난다. 그래서 이 주요 도로가 말레이반도의 서안을 종주하는 간선 도로이기도 하다.

## 도로의 확장 과정
2007년 12월 7일, 말레이시아 연방 정부에 따르면 이 도로인 세가맷~탕카크 사이의 연방 도로의 40km 구간에 대해 현행 왕복 2차선 도로에서 왕복 4차선 도로로 확장시키기로 결정되었다.